# Flores de Goiás
Flores de Goiás es un municipio en el estado nororiental de Goiás, Brasil.

## Geografía
Situada en la microrregión estadística de Vão do Paranã, Flores limita con Buritis, Sítio d'Abadia, Vila Boa, Alvorada do Norte, Iaciara, Nova Roma, São João d'Aliança, Formosa y Alto Paraíso de Goiás.
La distancia a Goiânia es de 438 km. Las conexiones por carretera con Goiânia se realizan por BR-153 / Anápolis / GO-060 / Alexânia / Planaltina / Formosa / GO-020 / BR-030 / Vila Boa / GO-114.
El Río Paraná suministra gran parte del agua para el riego de los cultivos y el llenado de pequeñas represas para la ganadería. Otros ríos de importancia son: Macacos, Piripiri, Santa Maria, Corrente, Canabrava, Bonifácio, Gameleira y Macacão.
El relieve es variado con una mezcla de montañas, llanuras y tierras altas. El clima predominante es tropical cálido semihúmedo, con cuatro a cinco meses secos. La vegetación aún presenta vestigios de bosque tropical nativo.

## Demografía
- Densidad de población: 2,80 habitantes/km²
- Población total en 1980: 3.888
- Población total en 2007: 10.382
- Población urbana: 2.875
- Población rural: 7.507
- Tasa de crecimiento poblacional: 6,21%

## Economía
La economía aún se basa en grandes propiedades ganaderas. La cría de ganado vacuno es la principal ocupación, seguida de la cría de cerdos, ovejas y aves de corral. El ganado se vende en Formosa, Brasilia y São Paulo. La mayoría de los grandes ganaderos, así como los plantadores, son del sur del país. Son gauchos o paranaenses. Casi todo el ganado criado es Nelore. Crían ganado para engordarlo y luego lo venden en grandes subastas en Formosa. Otros agricultores del sur han plantado arroz de regadío, soja y maíz, pero Flores todavía es conocida como tierra ganadera.
Datos económicos
- Establecimientos industriales: 0
- Establecimientos comerciales minoristas: 42
- Vehículos automotores (automóviles y camionetas): 240 (2007)
- Habitantes por vehículo automotor: 43,2 (2007)

Principal producción agrícola en el área plantada
- Arroz: 5.300 ha.
- Plátano: 16 ha.
- Caña de azúcar: 14 ha.
- Frijol: 300 ha.
- Mandioca: 80 ha.
- Maíz: 5.000 ha.
- Soja: 2.500

Datos agrícolas 2006
- Explotaciones: 1.625
- Superficie total: 199.700 ha.
- Superficie de cultivos permanentes: 1.112 ha.
- Superficie de cultivos perennes: 15.413 ha.
- Superficie de pastizales naturales: 119.373 ha.
- Superficie de bosques y selvas: 48.951 ha.
- Personas dependientes de la explotación

48.951 ha.
- Personas dependientes de la agricultura: 2.000
- Rebaño de ganado: 186.109 [2]

## Salud y educación
- Índice de desarrollo humano municipal: 0,642
- Ranking estatal: 236 (de 242 municipios en 2000)
- Ranking nacional: 3.888 (de 5.507 municipios en 2000) (Todos los datos son de 2000.) [3]
- Hospitales: 1 con 7 camas (4 puestos de salud pública)
- Escuelas: 21 con 3.290 alumnos [2]

## Historia
Flores nació en 1838 como distrito del hoy extinto municipio de Forte. En 1907 el distrito fue transferido al municipio de Sítio d'Abadia. En 1953 se cambió el nombre a Urutagua y finalmente en 1963 se cambió nuevamente el nombre a Flores de Goiás y se convirtió en municipio propio.